# Anja Langer
Anja Langer (* 3. Juni 1965 in Stuttgart) ist eine deutsche Bodybuilderin.

## Leben
Anja Langer wuchs in Böblingen auf. Mit acht Jahren begann sie in einem Turnverein aktiv zu trainieren. Bis zu ihrem 15. Lebensjahr übte sie mehrere Sportarten aus, so auch Tauchen, Turmspringen und Jazztanz.
1980 begann sie mit dem Bodybuilding und wurde bei ihrem ersten Wettkampf 1981 nur Vorletzte. 1983 begann sie eine Ausbildung zur Grafikdesign-Assistentin, die sie 1986 erfolgreich beendete. Nebenbei trainierte sie weiter und wurde 1984 bei ihrer ersten deutschen Meisterschaftsteilnahme Vierte. 1985 errang sie den Weltmeistertitel in der Juniorinnenklasse und 1986 den deutschen und europäischen Meistertitel. 
1987 wurde Anja Langer professionelle Bodybuilderin und erreichte einen zweiten Platz bei den Weltmeisterschaften und den vierten Platz beim Miss Olympia-Wettbewerb. Im Jahr darauf wurde sie Vize-Miss Olympia. 1989 setzte sie mit allen Wettkämpfen aus und trainierte auf den Miss Olympia-Wettbewerb des Jahres 1990. Doch eine Schwangerschaft und die Geburt ihres Sohnes im Januar 1991 beendeten die professionelle Karriere. 
Sie wandte sich zunächst dem Schreiben zu und schrieb mit einem Co-Autor ein Fitnessbuch. Zudem trat sie als Gastposerin bei Wettbewerben auf. 1993 und 1994 war sie Mitglied eines experimentellen Theaterprojekts, das neben Tanz auch athletisches Körperposing beinhaltete und trat mehrfach auf Stuttgarter Bühnen auf. Ab 1995 leitete sie ihr eigenes Fitnessstudio in Stuttgart. Da sie aber mehr Zeit in das Management investieren musste, wandte sie sich 1998 wieder der aktiven Fitness als „Personal Trainer“ und Beraterin zu. Zeitgleich begann sie auch als Fotomodell zu arbeiten. Seit 2000 war sie in verschiedenen Bodybuilding-Magazinen zu sehen. 
Langer lebt mit ihrem Mann und Kindern im Stuttgarter Raum.